# Kimitachi wa Dō Ikiru ka
 Kimitachi wa Dō Ikiru ka (君たちはどう生きるか, Kimitachi wa Dō Ikiru ka (lit. Como é que vocês vivem?); en: The Boy and The Heron) (bra: O Menino e a Garça; prt: O Rapaz e a Garça) é um filme de animação japonês de 2023 escrito e dirigido por Hayao Miyazaki e produzido pelo Studio Ghibli. O título japonês faz referência ao romance de 1937 de mesmo nome de Genzaburō Yoshino, que aparece no filme, apesar de não estar conectada ao romance. Descrito como um "grande filme fantástico", segue um menino chamado Mahito Maki (Santoki), que descobre uma torre abandonada em sua nova cidade e entra em um mundo fantástico com uma garça-real falante.
Miyazaki anunciou sua aposentadoria em setembro de 2013, mas depois reverteu essa decisão após trabalhar no curta-metragem Kemushi no Boro (2018). Ele começou a esboçar o storyboard para um novo projeto de longa-metragem em julho de 2016, e a produção oficial começou em maio de 2017. O título do filme foi anunciado em outubro de 2017, visando um lançamento em torno dos Jogos Olímpicos de Verão de 2020. Em maio de 2020, 36 minutos do filme haviam sido desenhados à mão por 60 animadores, sem prazo definido. A produção durou aproximadamente sete anos, enfrentando atrasos decorrentes da pandemia de COVID-19 e ao ritmo de animação lento de Miyazaki, antes de se aproximar da conclusão em outubro de 2022. O financiamento para o projeto envolveu acordos de streaming para filmes anteriores do Ghibli. De acordo com o produtor Toshio Suzuki, O Menino e a Garça é o filme mais caro já produzido no Japão. O roteiro se baseia fortemente na infância de Miyazaki e explora temas de amadurecimento e enfrentamento de um mundo marcado por conflitos e perdas. Joe Hisaishi compôs a trilha sonora do filme, enquanto Kenshi Yonezu escreveu e cantou a música-tema do filme "Spinning Globe".
Kimitachi wa Dō Ikiru ka foi lançado nos cinemas no Japão em 14 de julho de 2023 pela Toho, e foi exibido nos cinemas tradicionais e em outros formatos premium, como IMAX. O lançamento do filme, que é considerado o último longa-metragem de Hayao Miyazaki, foi marcado pela sua ausência deliberada de qualquer promoção, com Ghibli optando por não divulgar nenhum trailer, imagem, sinopse ou detalhes de elenco do filme antes de sua estreia, com exceção de um único pôster. No Brasil, o filme estreou em 22 de fevereiro de 2024. Entre seus inúmeros elogios, ganhou o BAFTA Award de Melhor Filme de Animação, o Globo de Ouro de Melhor Filme de Animação e o Oscar de Melhor Filme de Animação. No Brasil, o filme foi lançado em Blu-ray pela 'Obras Primas do Cinema' em 2024.

## Elenco
- Soma Santoki como Mahito Maki[6]
- Masaki Suda[6] como The Grey Heron
- Aimyon[6] como Himi
- Yoshino Kimura[6] como Natsuko
- Shōhei Hino[6] como o tio-avô
- Kou Shibasaki[6] como Kiriko
- Takuya Kimura como Shoichi Maki, pai de Mahito[6]
- Jun Kunimura[6] como O Rei Periquito
- Kaoru Kobayashi[6] como Pelicano
- Keiko Takeshita[6] como Empregada #1
- Jun Fubuki[6] como Empregada #2
- Sawako Agawa[6] como Empregada #3
- Karen Takizawa[6] como Empregada #4
- Shinobu Otake[6] como Empregada #5

## Temas
Kimitachi wa Dō Ikiru ka tem características autobiográficas. O protagonista do filme, Mahito Maki, é inspirado na infância de Miyazaki. O pai de Miyazaki, semelhante ao de Mahito, trabalhava para uma empresa envolvida na fabricação de componentes de aviões de combate. Além disso, a família de Miyazaki teve que evacuar da cidade para o campo durante a guerra. A conexão emocional de Mahito com sua mãe é paralela à profunda afeição de Miyazaki por sua mãe, que era conhecida por suas opiniões fortes e acredita-se que tenha sido uma fonte de inspiração para várias das personagens femininas do diretor. A BBC descreveu o filme como "um conto de amadurecimento em que uma criança deve superar seu egoísmo e aprender a viver para os outros".
O filme contém a mensagem de criar "um mundo sem conflito com suas próprias mãos". De acordo com o The Japan Times, a fé inabalável de Miyazaki no potencial das crianças para superar as gerações anteriores em circunstâncias desafiadoras é exemplificada no título japonês do filme, que oferece às crianças a escolha entre emular o caos da guerra passada do Japão ou abrir um caminho melhor e, assim, demonstra o otimismo duradouro que serve como testemunho da profunda imaginação do diretor.

## Produção
Após o lançamento de Kaze Tachinu, Hayao Miyazaki deu uma entrevista coletiva em Veneza em setembro de 2013 anunciando sua aposentadoria, dizendo: "Eu sei que já disse que me aposentaria muitas vezes no passado. Muitos de vocês devem pensar: 'Mais uma vez'. Mas desta vez estou falando sério." No entanto, Miyazaki mais tarde mudou de ideia após concluir o trabalho no curta-metragem Kemushi no Boro (2018) e decidiu sair da aposentadoria para dirigir outro filme, decisão que foi capturada no documentário de 2016 Never-Ending Man: Hayao Miyazaki. Ele iniciou o storyboard do filme em julho de 2016 e apresentou uma proposta de projeto para o filme no mês seguinte. Com Miyazaki saindo da aposentadoria, o Studio Ghibli reabriu com muitos de seus antigos colaboradores trabalhando no projeto. Em outubro de 2017, o Studio Ghibli anunciou que o filme se chamaria Kimitachi wa Dō Ikiru ka, em homenagem ao romance de 1937 de mesmo nome de Genzaburo Yoshino. Suzuki disse que Miyazaki está trabalhando no filme para seu neto como sua forma de dizer "O vovô está se mudando para o outro mundo em breve, mas está deixando este filme para trás". O filme foi considerado a certa altura para ser lançado na época dos Jogos Olímpicos de Verão de 2020.
Suzuki afirmou em agosto de 2018 que o filme deveria ser concluído em 2021 ou 2022. Em uma entrevista no final de 2019 para a NHK, Miyazaki afirmou que o filme não é esperado tão cedo; ele disse que quando era mais novo, costumava produzir 10 minutos de animação por mês, mas agora sua velocidade foi reduzida para 1 minuto por mês. Em outubro de 2019, o filme foi confirmado como 15% completo. Em maio de 2020, Suzuki descreveu à Entertainment Weekly que era um filme "grande e fantástico", ao mesmo tempo em que contava a eles que 60 animadores estavam trabalhando no filme e que cerca de 36 minutos foram concluídos após três anos de produção, dizendo "ainda estamos desenhando tudo à mão, mas levamos mais tempo para concluir um filme porque estamos desenhando mais quadros", e eles estavam "esperando que termine nos próximos três anos". Em dezembro de 2020, Suzuki afirmou que a produção estava funcionando sem prazos, a exemplo de O Conto da Princesa Kaguya (2013), que levou oito anos para ser feito. Ele disse que a animação estava pela metade, que a produção estava rodando mais rápido devido às restrições do COVID-19 que os obrigavam a trabalhar em casa e que o filme teria 125 minutos de duração. Ele também revelou que Miyazaki queria adaptar Āya to Majo (2020) durante o desenvolvimento, mas seu filho Goro dirigiu a adaptação. Em junho de 2023, Suzuki esclareceu que o romance não está relacionado ao filme além de inspirar o título.

## Música
A trilha sonora do filme é composta por Joe Hisaishi. A trilha sonora, composta por 37 músicas, está programada para ser lançada no Japão em 9 de agosto de 2023, pela Tokuma Japan Communications. Kenshi Yonezu foi responsável pela música tema, intitulada "Chikyūgi" (地球儀; lit. "Globo")  no Japão, e intitulado "Spinning Globe" internacionalmente.

## Lançamento
Em 13 de dezembro de 2022, Toho declarou que Kimitachi wa Dō Ikiru ka tem uma data de lançamento agendada para 14 de julho de 2023 no Japão.
O filme foi lançado sem nenhuma campanha de marketing tradicional, sem trailers nem fotos promocionais do filme lançado antes de sua estreia, com exceção de um único pôster. A decisão de fazer isso veio da Suzuki. Em 29 de junho de 2023, durante o dia de abertura do Friday Road Show e Ghibli Exhibition Tokyo 2023, Suzuki falou publicamente sobre como Miyazaki está "preocupado" com a falta de publicidade do filme, mas disse que confia no trabalho por trás dele e acredita que é o melhor para o filme. É o primeiro filme do Studio Ghibli e o único filme de Miyazaki a ter lançamento simultâneo em IMAX, além de outros formatos de ponta como Dolby Atmos, Dolby Cinema e DTS:X. O filme foi pré-vendido no exterior sem data de lançamento concreta. Goodfellas, anteriormente conhecido como Wild Bunch, foi o agente de vendas para a distribuição do filme.
Após o lançamento do filme no Japão, os direitos norte-americanos foram adquiridos pela distribuidora GKIDS com o filme intitulado The Boy and the Heron para lançamento no final de 2023. O filme teve a sua estreia internacional como filme de abertura do Festival Internacional de Cinema de Toronto 2023, a 7 de setembro, tornando-se o primeiro filme de animação a abrir o festival. Em 22 de setembro, o filme teve a sua estreia europeia como filme inaugural da 71ª edição do Festival Internacional de Cinema de San Sebastián.
Em Portugal, o filme estreia nas salas de cinema no dia 9 de novembro com o título O Rapaz e a Garça, sendo distribuído pela Outsider Films.

## Recepção

### Bilheteria
No Japão, Kimitachi wa Dō Ikiru ka arrecadou $ 13,2 milhões (1,83 bilhão de ienes) em seu fim de semana de estreia, tornando-se a maior estreia na história do Studio Ghibli e superando a estreia de Hauru no Ugoku Shiro em 1,48 bilhão de ienes em 2004. O filme arrecadou $ 1,7 milhão em 44 telas IMAX, estabelecendo um novo recorde de 3 dias.
No Brasil, de acordo com o portal de indicadores da ANCINE, o filme foi visto no cinema por um público de mais 426 mil expectadores, alcançando uma renda de R$ 7 milhões.

### Crítica
A Time Out Japan saudou o filme como "uma obra-prima madura e complexa, entrelaçando o passado, o presente e o futuro do diretor - um belo enigma que promete valer a espera". Cezary Jan Strusiewicz, da Polygon, achou os elementos de fantasia "absolutamente lindos e naturalmente incluem fotos da clássica comida Ghibli de aparência impossivelmente deliciosa" e escreveu que as pessoas "podem assistir a este filme indefinidamente, sempre encontrando algo novo e emocionante nele". Afirmou que existe uma saudade nostálgica do passado que evoca a impressão de um realizador a reflectir sobre a sua carreira antes de se afastar, o que sublinha "o resultado de um perfeito canto do cisne". Matt Schley, do The Japan Times, deu ao filme 4,5 de 5 estrelas e escreveu: "Não tenho certeza de onde Kimitachi wa Dō Ikiru ka acabará caindo na minha lista de favoritos de Miyazaki, mas houve momentos que me deixaram sem fôlego."

### Prêmios e indicações
Em fevereiro de 2024, "Kimitachi wa Dō Ikiru ka" venceu o prêmio BAFTA, sendo o primeiro filme japonês de animação a receber tal honraria.  No dia 10 de março de 2024, o filme recebeu o Oscar de Melhor Animação pela Academia de Artes e Ciências Cinematográficas. Este prêmio representa a segunda ocasião em que uma obra do Studio Ghibli conquista esta categoria.